# 比永附近埃格利斯讷沃
比永附近埃格利斯讷沃（法語：Égliseneuve-près-Billom，法語發音：[eɡliznœv pʁɛ bijɔ̃]）是法国多姆山省的一个市镇，属于克莱蒙费朗区。

## 地理
比永附近埃格利斯讷沃（45°43'18"N, 3°23'28"E）面积16.66 平方千米，位于法国奥弗涅-罗讷-阿尔卑斯大区多姆山省，该省份为法国中南部省份，北起阿列省接壤，东临卢瓦尔省，南至上盧瓦爾省和康塔爾省，西接科雷兹省和克勒兹省。
与比永附近埃格利斯讷沃接壤的市镇（或旧市镇、城区）包括：比永、邦雅、法耶堡、格莱讷-蒙泰居、莫赞、蒙莫兰。

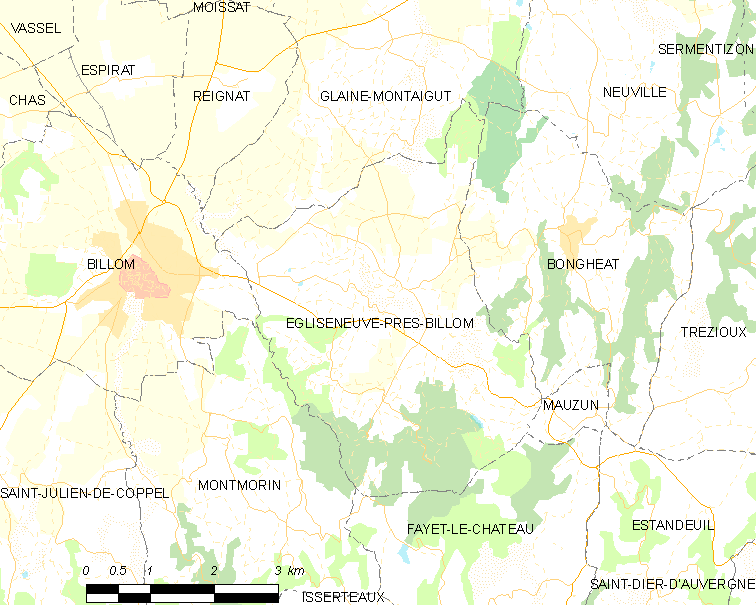
比永附近埃格利斯讷沃的OSM定位图

比永附近埃格利斯讷沃的时区为UTC+01:00、UTC+02:00（夏令时）。

## 行政
比永附近埃格利斯讷沃的邮政编码为63160，INSEE市镇编码为63146。

## 政治
比永附近埃格利斯讷沃所属的省级选区为比永县。

## 人口

1962-2008年间比永附近埃格利斯讷沃人口变化图示

比永附近埃格利斯讷沃于2022年1月1日时的人口数量为894人。